# William Lewis (jugador d'escacs)
William Lewis (Birmingham, 9 d'octubre de 1787 – Londres, 22 d'agost de 1870) fou un escaquista i escriptor d'escacs anglès, actualment conegut principalment per haver donat nom al contragambit Lewis. Seria el primer escaquista mai descrit com a Gran Mestre del joc.

## Biografia
Nascut a Birmingham, Lewis es va mudar de jove a Londres on va treballar com a comerciant durant un breu període. Va esdevenir alumne de l'escaquista Jacob Sarratt, però en els darrers anys va semblar bastant desagraït envers el seu professor. Tot i que considerava el llibre de Sarratt Treatise on the Game of Chess (1808) "pobrament escrit", el 1822 Lewis va publicar-ne una edició tres anys després de la mort de Sarratt en competència directa amb la revisió superior de Sarratt publicada pòstumament per la seva vídua, necessitada de diners. El 1843, molts escaquistes varen crear un fons per ajudar la vídua, però el nom de Lewis no és a la llista de subscriptors.
Cap al 1819 Lewis era el jugador ocult dins del Turc (un conegut autòmat d'escacs), que s'enfrontava a tots els oponents reeixidament. Ell va suggerir a Johann Maelzel que Peter Unger Williams, un company exestudiant de Sarratt, podria ser la següent persona que operés la màquina. Quan P. U. Williams va jugar una partida contra el Turk, Lewis va reconèixer el seu vell amic pel seu estil de joc (ja que l'operador no podia veure els seus rivals) i va convèncer Maelzel per revelar a Williams el secret del Turc. Posteriorment, P. U. Williams prendria el relleu de Lewis dins de la màquina.
Lewis va visitar París conjuntament amb el jugador escocès John Cochrane el 1821, on va jugar contra Alexandre Deschapelles, amb avantatge de peó i jugada. Va guanyar el curt matx disputat (+1 =2).
La carrera de Lewis com a escriptor va començar en aquella època, en què va començar a fer traduccions de les obres de Greco i Carrera, publicades el 1819 i el 1822 respectivament.
Va liderar l'equip d'Anglaterra en el matx per correspondència entre Londres i Edinburgh de 1824, guanyat pels escocesos (+2 = 2 -1). Posteriorment va publicar un llibre sobre el matx amb anàlisis de les partides. En el període 1834–36 va formar part del comitè del Westminster Chess Club, que va jugar i pedre (−2) un matx per correspondència contra el Club d'Escacs de París. Els altres jugadors eren els seus alumnes McDonnell i Walker, mentre que l'alineació francesa incloïa Boncourt, Alexandre, St. Amant i Chamouillet. Quan De La Bourdonnais va visitar Anglaterra el 1825, Lewis hi va jugar unes 70 partides. Set d'aquestes partides probablement representen un matx que Lewis va perdre (+2 -5).
Lewis va gaudir d'una gran reputació com a jugador d'escacs en el seu temps. Un corresponsal del setmanari Bell's Life el 1838 l'anomenava "el nostre vell Gran Mestre", el primer cop conegut en què es fa servir aquest terme en escacs. Des del 1825 va preservar la seva reputació de la mateixa manera que Deschapelles ho feia a França, tot refusant de jugar contra ningú en igualtat de condicions. El mateix any va fundar un club d'escacs on hi impartia classes, entre d'altres, a Walker i a McDonnell. Fou declarat en fallida el 1827 a causa de males inversions en una patent per la construcció de pianos i el seu club d'escacs es veié obligat a tancar. Els següents tres anys foren bastant dificultosos, fins que el 1830 va trobar una feina que li assegurava la seguretat financera per la resta de la seva vida. Mercès a la seva feina, es va poder centrar en escriure els seus dos principals llibres: Series of Progressive Lessons (1831) i Second Series of Progressive Lessons (1832). El primer era de caràcter més elemental i pensat per a debutants, mentre el segon analitzava profundament les obertures conegudes. És aquí on s'analitza per primer cop el gambit Evans, anomenat així en honor del, Capità Evans.
Les obres de Lewis (així com les del seu mestre Sarratt) estaven orientades al replantejament dels estrictes principis de joc de Philidor en favor de l'escola de Mòdena de Del Rio, Lolli i Ponziani. Quan es va adonar que no podia jugar reeixidament contra la nova generació d'escaquistes britànics, Lewis es va anar retirant progressivament del joc actiu (de la mateixa manera que feu Deschapelles després de la seva derrota contra De La Bourdonnais).
Després de la seva retirada va escriure altres tractats sobre escacs, però el seu aïllament va evitar que assimilés les noves idees posicionals de la nova generació d'escaquistes. Per aquesta raó, Hooper i Whyld a la seva obra Oxford Chess Companion descriuen la darrera i voluminosa obra Lewis, A Treatise on Chess (1844), com a pràcticament "obsoleta ja quan es va publicar".